# سبیکو نابرو
سبیکو نابرو (به اسپانیایی: Cevico Navero) یک شهرستان در اسپانیا است که در El Cerrato واقع شده‌است.

## خصوصیات
سبیکو نابرو ۴۳ کیلومترمربع مساحت و ۲۳۴ نفر جمعیت دارد.